# José Tzab
José Edilberto Tzab Ortíz más conocido como “El Doctor Tzab” (Molas, Mérida, Yucatán, 30 de abril de 1966) es un médico, abogado y político mexicano. Está casado con la también política Karina Pacheco Jiménez.

## Formación profesional.
En 1993 se recibió como Licenciado en Médico Cirujano por la Universidad Autónoma de Yucatán y en 2009 como Licenciado en Derecho por el Instituto Cultural de Oriente.  

## Actividades políticas.
Desde el inicio de su carrera, ha militado en el Partido Acción Nacional (PAN) y, aprovechando su labor por haber establecido el primer consultorio médico en la historia de Chichimilá, contendió en varias ocasiones por la Presidencia Municipal.
Se convirtió en el presidente Municipal de Chichimilá durante el período 2001 al 2003, siendo el primero en no provenir del Partido Revolucionario Institucional, lo que marcó un cambio político que no ocurría desde 1941. Fue reelegido no consecutivamente en el período 2007 al 2010, marcando la última vez que el PAN, o algún otro partido diferente, ha gobernado la Presidencia Municipal hasta ahora. 

## Controversias.
Durante su segundo periodo de gobierno reprimió a militantes del PRI del municipio y demás partidos opositores que no fueran a fines a él entre ellos destacados líderes y exfuncionarios de periodos anteriores. 
En 2011 fue denunciado, junto con su esposa Karina Pacheco Jiménez, por Francisco Medina Martín y la esposa de este por el supuesto desvió de recursos, pero al final de cuentas no se resolvió nada y se declaró el asunto desierto.  
En 2015 fue encarcelado en la comandancia municipal durante la administración del Presidente Municipal por el PRI, Joel Eduardo Rosado Tuz, se cree que esto fue una venganza política por los priistas reprimidos durante su periodo.
Desde la última vez ocupó la Presidencia Municipal siempre quiso ser reelecto, pero no ha tenido éxito hasta ahora.